# ポール・リビア

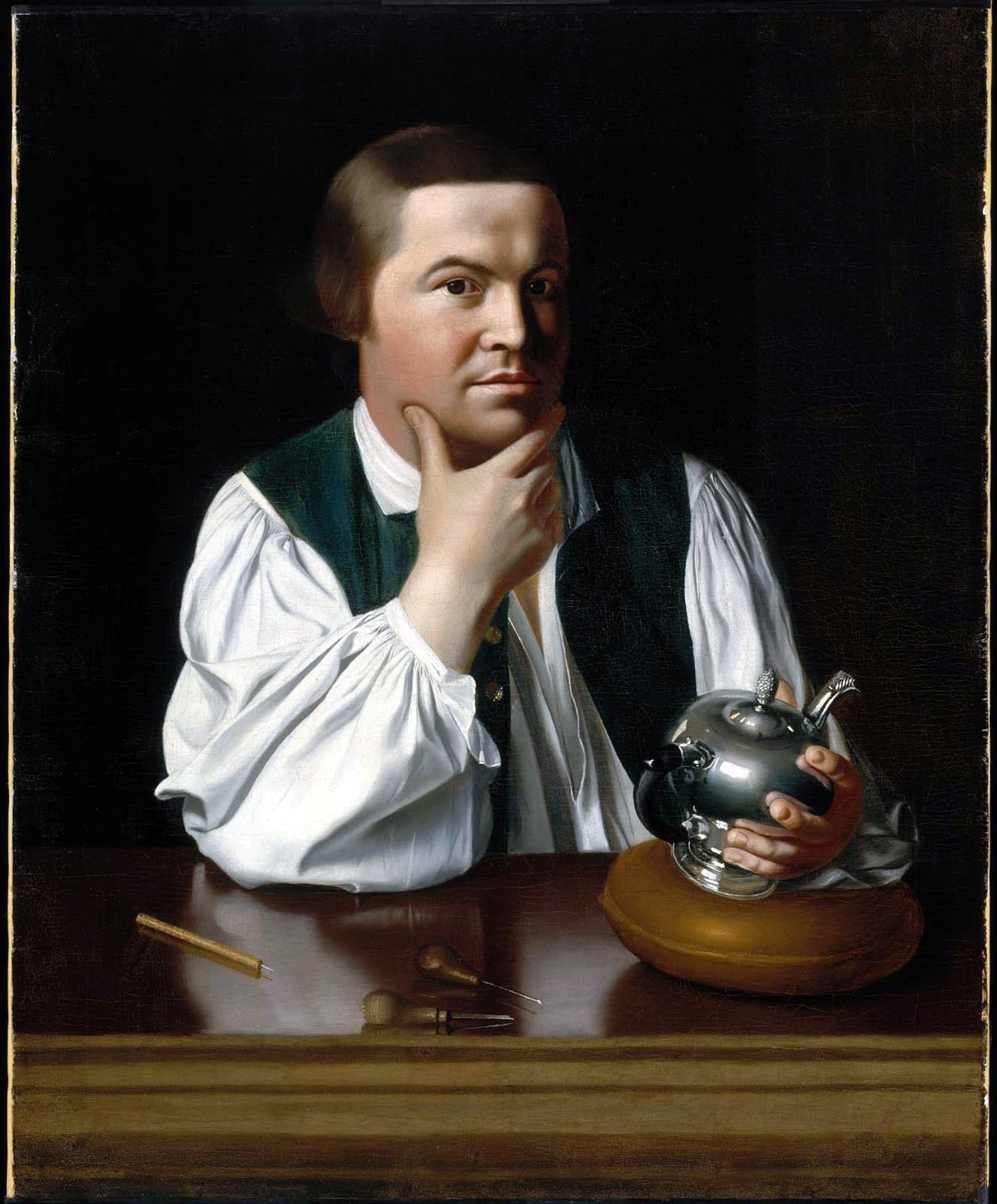
ポール・リビア

ポール・リビア（英: Paul Revere、1735年1月1日 - 1818年5月10日）は、アメリカ、マサチューセッツ湾植民地出身の銀細工師であり、アメリカ独立戦争中は愛国者として活動した。ポール・リヴィアとも。
レキシントン・コンコードの戦いにおける伝令の役割を担ったことで、リビアはその死後も不朽の名声を与えられ、リビアの名前と「真夜中の騎行」という言葉は愛国者の象徴としてアメリカ合衆国中に知れ渡っている。リビアはボストンでも羽振りがよくて顕著な職人であり、イギリス軍の監視を続け仲間内に情報を伝達するしくみを作り上げることに貢献した。
リビアはアメリカ独立戦争の中でも最も悲惨な作戦の一つに士官として従軍したが、その行為は後に無罪を証明された。戦後、リビアは金属の大量生産が生む事業的可能性について早く気づいた者となった。

## 生い立ち
リビアはボストン市のノースエンドで、おそらく1734年の12月かなり遅くに生まれた。父親アポロ・リボワールはフランスのユグノー出身であり、13歳の時にボストンにやってきて銀細工の徒弟を始めた。母親デボラ・ヒックボーンは小さな船着き場を所有するボストン在住が長い一家の出であった。リボワールは結婚するときに名前を英語風にポール・リビアとした。父のポールはその銀の商いを子のポール・リビアに継がせた。父が1754年に死んだとき、リビアは法律的に若すぎて、家業の銀の店を公に取り仕切ることができなかった。母親のデボラが表向き商売を続け、リビアと弟の一人が銀細工を受け持った。七年戦争のとき、リビアは短期間ではあるが砲兵連隊の第二中尉として従軍し、フランス軍が抑えていたクラウンポイント砦の攻略戦に参戦した。軍隊から除隊になると、リビアはボストンに帰り、自分の名前で銀の店の経営を始めた。リビアは銀細工士であると同時に顕著なフリーメイソン（石工組合員の意味がある）でもあった。

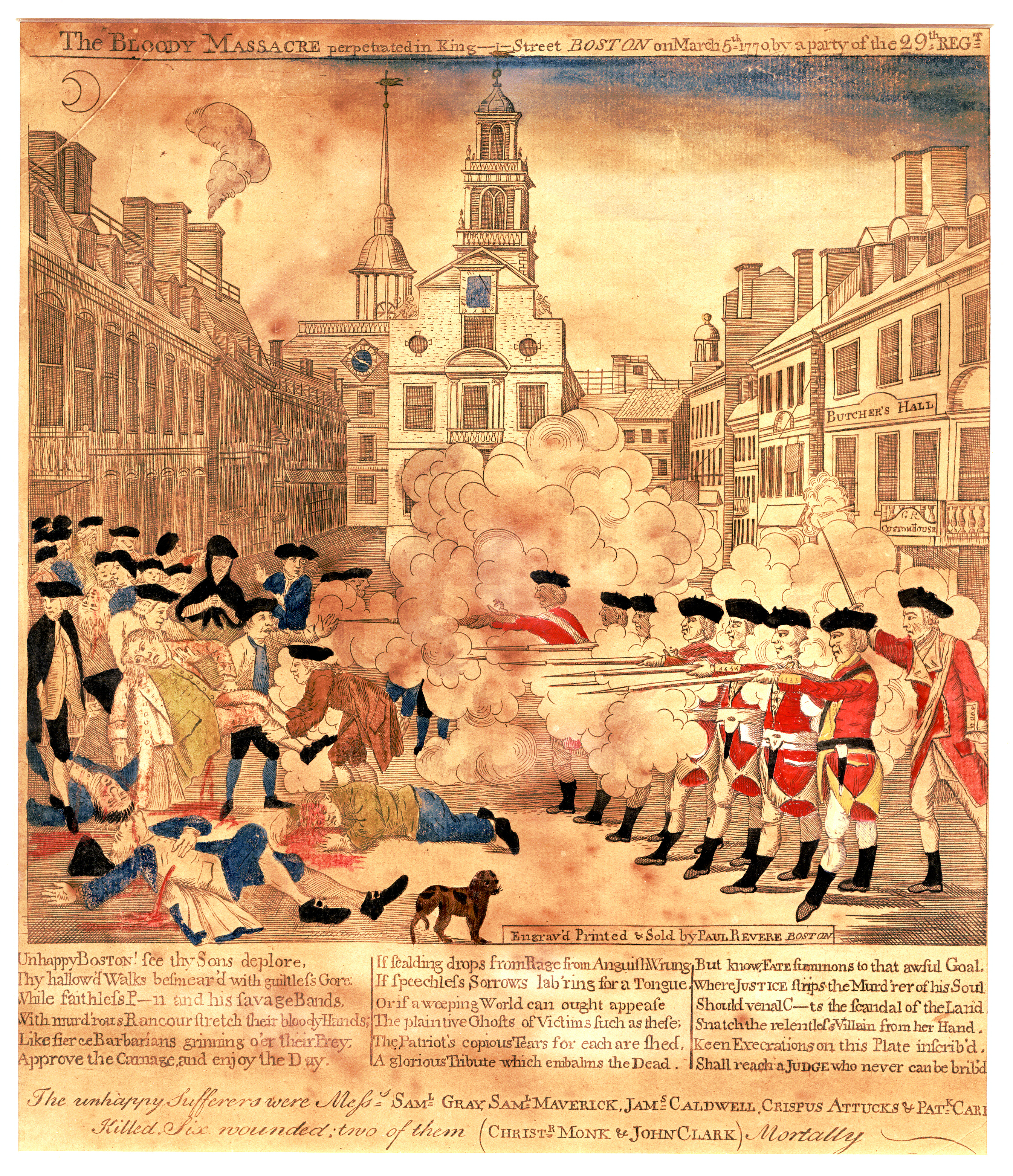
リビアが作った版画。ボストン虐殺事件

リビアの銀細工はボストンですぐに注目を浴びた。同じ頃リビアは多くの政治的扇動家と親交を結んだ。中でもジョセフ・ウォーレン博士との親交は密接であった。1760年代、リビアは多くの政治的版画を作り歯医者として広告に出し、自由の息子達の活動にのめり込んでいった。1770年、リビアは妻のサラ・オーヌと共にノース・スクエアに家を購入した。この家は今も残り一般に公開されている。リビアが作った版画の中で最も有名なものは、1770年3月に起こったボストン虐殺事件を描いたものである。リビアが虐殺の現場にいたかどうかは明らかでないが、詳細な人物配置はこの事件の責任を問うたイギリス兵の裁判に用いられることを意図したものであり、リビアが一次情報をもっていたことをうかがわせる。1773年、妻のサラが6人の子供を残して死に、リビアはラチェル・ウォーカーと結婚した。ラチェルとの間には5人の子供が生まれた。
1773年のボストン茶会事件でもリビアが現場にいたと思われるが、この後リビアはボストン安全委員会の伝令役を始め、ときには馬に乗ってニューヨークやフィラデルフィアまで行き、町の政治的な動揺に関する情報を伝えた。1774年イギリス軍はボストン港を封鎖し、ボストン周辺に多くの兵士を駐在させるようになった。この事態にリビアの銀の商売は実入りが悪くなったので、仕事は息子のポール・リビア・ジュニアに任せた。1775年が始まると、革命の機運が高まる中で、リビアは前にもまして自由の息子達の活動に追われるようになった。

## ポール・リビアの真夜中の騎行
リビアが今日でもよく記憶されているのはレキシントン・コンコードの戦いの前夜、真夜中に伝令として走り回ったことである。有名なリビアの「真夜中の騎行」は1775年4月18日から19日にかけての夜に起こった。ジョセフ・ウォーレン博士の指示で、リビアとウィリアム・ドーズが馬に乗ってボストンからレキシントンに趨り、イギリス軍の動きをジョン・ハンコックとサミュエル・アダムズに警告するものであった。イギリス軍は表向きハンコックとアダムズを逮捕することにしてコンコードの武器庫を占領するために、ボストンからの行軍を開始していた。
ボストン茶会事件の後でボストン港を封鎖して以降、ボストンに駐在するイギリス軍（国王の正規軍）は常にリビアや他の愛国者によって監視され、イギリス軍が何かを企んでいるという噂が広がっていた。4月18日の夜に、イギリス軍がチャールズ川を越えてレキシントンへ向けて行軍を始めると、自由の息子達は直ぐに行動に移った。夜の11時頃、リビアはウォーレン博士の指示で、チャールズ川を越えて対岸のチャールズタウンに行き、そこからレキシントンに向けた騎行を始めることにした。一方ドーズは回り道をしてボストン・ネックを通り陸路レキシントンに向かうこととした。4月18日より前にリビアはオールドノースチャーチの寺男ロバート・ニューマンに、イギリス軍の動きの知らせが入ったら提灯を使ってチャールズタウンの植民地人に合図を送るよう指示していた。尖塔の提灯1個はイギリス軍が陸路を選んだこと、2つならば海路すなわちチャールズ川を横切ることを意味していた。このことはリビアとドーズの2人共が捕まえられた時にチャールズタウンに知らせが伝わるように用心されたものだった。リビアが騎行を始めた時に、ニューマンとジョン・プリング船長がオールドノースチャーチの尖塔に提灯を2つ吊し、イギリス軍がその夜実際にチャールズ川を渡ったことを知らせた。
リビアは、現在のサマービル、アーリントン、メドフォードを通り、通り道にいる愛国者達に警告を伝えた。リビアは後に伝えられるように「イギリス軍が来ている」(The British are coming!)と有名な台詞を叫んだはずがない。なぜならば、その任務は機密のものであり、田園地帯にはイギリス軍の斥候がいくらでもいたからである。また植民地の住人は当時自分達のことをイギリス人と考えていた。リビアの警告は、彼自身の証言によれば「正規兵がやってくる」（the regulars are coming out）だった。リビアは夜半頃にレキシントンに到着し、ドーズはその半時間後に着いた。サミュエル・アダムズとジョン・ハンコックはその夜をレキシントンのハンコック・クラーク・ハウスで過ごしており、知らせを聞いた後もかなり長い時間を今後の取るべき行動についての議論に費やした。一方リビアとドーズは民兵の武器を隠しているコンコードに騎行することに決めた。二人には偶々レキシントンに来ていた医者のサミュエル・プレスコットが加わった。
リビアとドーズ、プレスコットの3人はコンコードの近くリンカーンの路上に設けられた防塞でイギリス兵に呼び止められた。プレスコットは馬で障壁を飛び越えて森の中に逃げ込んだ。ドーズは馬を降りさせられた後でうまく逃げ延びたが、馬が無くなったので遠くには行けなかった。リビアは長く引き留められたうえに馬は没収された。プレスコットのみがなんとかコンコードに急を告げることができた。リビアは背中に銃を押しつけられたままレキシントンに引き返した。夜が明けて銃声が聞こえ始め、イギリス兵達はそちらに関心が移り、リビアは馬がないまま田園地帯に取り残されてしまった。リビアは歩いてレキシントンに戻り、丁度戦いが始まった時に出くわすことになった。3人の伝令が伝えた警告により、コンコードでは民兵がイギリス兵に反撃する用意ができており、ボストンにイギリス軍が引き返す途中でもゲリラ的な攻撃で追いかけることになった。
リビアの果たした役割は彼の存命中にはさほど話題にされることも無かった。1861年、リビアの死後40年以上も経ってからであるが、詩人のヘンリー・ワズワース・ロングフェローが「ポール・リビアの騎行」という詩を作った。この詩はアメリカ史の中でも最もよく知られるものとなり、学校に通う世代から記憶されることになった。最初の節は次の通りである。
Listen, my children, and you shall hear お聞きよ子供達。これは聞いとくべきだよ
Of the midnight ride of Paul Revere, ポール・リビアの真夜中の騎行の話だ
On the eighteenth of April, in Seventy-Five; 時は1775年、4月18日の夜
Hardly a man is now alive 今はもうだれも生きてはいないよ
Who remembers that famous day and year その有名な日と年のことを憶えている人は
On the midnight ride of Paul Revere ポール・リビアの真夜中の騎行
ロングフェローはその夜の出来事を自由に採集しており、特に3人の伝令によってなされた成果については、リビアに一番の功績者の地位を与えている。オールドノースチャーチの提灯のことは、実際に起こったようにリビアの「ため」であり、リビア「から」ではないとした。この結果、20世紀の歴史家達はアメリカ史におけるリビアの役割を誇大に扱うことになり、国民的神話になった。リビアの役割の重要さを強調する歴史家も多いが、デイビッド・ハケット・フィッシャーはその著書「ポール・リビアの騎行」（1995年）の中で、独立戦争初期のリビアの役割に関して学術的に研究した成果を著した。

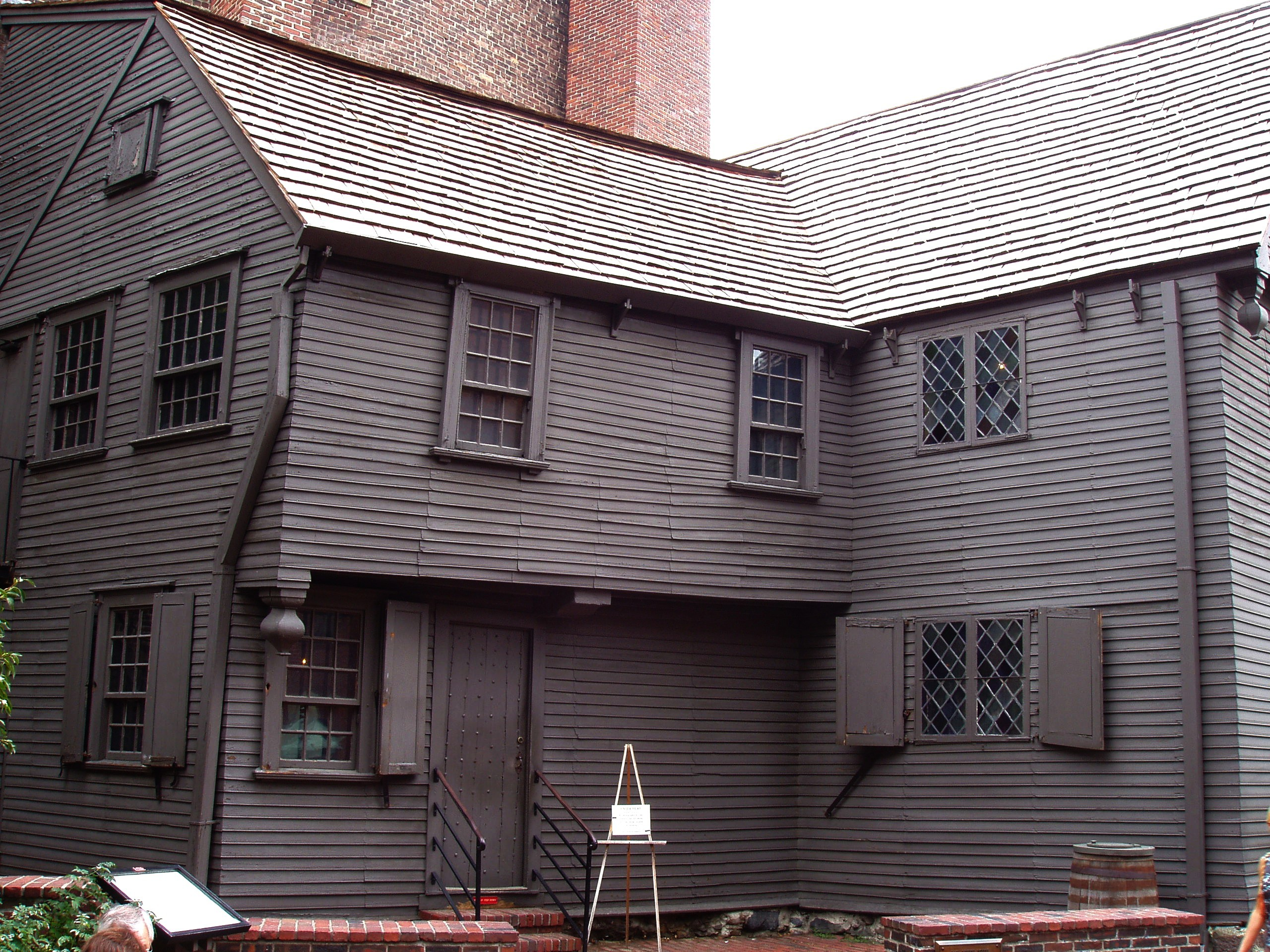
ポール・リビアの家。ボストン市

今日、リビアが通った道筋の所々に「リビアの騎行」という標識が立っている。チャールズタウンのメインストリート、サマービルのブロードウェイとメイン・ストリート、メドフォードのハイ・ストリート、アーリントンの中心部、およびボストンのマサチューセッツ大通りなどである（アーリントン・ハイツの古い町並みはポール・リビア道路と呼ばれる）。

## 独立戦争中
戦争の開始とともに、ボストン市中はイギリス軍に占領され、革命の支持者の大半は追い出されたので、リビアは家族を連れて対岸のウォータータウンに移り住んだ。1775年、リビアはマサチューセッツ植民地議会の指示で、フィラデルフィアにあるアメリカ植民地では唯一の火薬製造所の視察に派遣された。リビアはその建物に入ることを許されただけではあったが、そこで得た豊富な情報をもとにマサチューセッツのカントンに火薬製造所を作り上げることができた。
リビアは1776年にボストンに戻り、その4月にマサチューセッツ民兵の歩兵隊少佐に任命され、11月には砲兵隊の中佐に昇進し、ボストン港を守るキャッスル・ウィリアム駐留となり、最後にはその指揮を任された。リビアは1778年のロードアイランド遠征に従軍し、翌年は悲惨な結果になったペノブスコット遠征に参加した。この遠征から帰還すると、上官の命令に従わなかったことで告発され、民兵隊からは解職された。この時は一旦家業に戻り、後に正式に軍法会議に呼び出され、最終的には無罪となった。

## 戦後
終戦後の不況でリビアは銀の商売が難しくなったので、金物や日用品を売る店を出し、金銀よりも金属の加工に興味を抱くようになった。1788年リビアはボストンのノースエンドに鉄と真鍮の鋳造所を造った。鋳造屋としてのリビアは教会の鐘が戦後の宗教活動の復活を反映して急成長するとわかり、この分野では最も知られる者となった。この事業のために息子のポール・ジュニアとジョセフ・ウォーレンと共にポール・リビア&サンズという会社を起こした。この会社でボストンでは初めての鐘を鋳込み、最終的には900個以上を生産した。鋳造所の他の仕事としては、造船のためのボルトや艤装用品を造船所に納めるようになった。さらに1801年、リビアはボストンの南カントンに北アメリカでは初めての銅精錬所を造り、アメリカの銅鍍金製作の先駆けとなった。リビアの造る銅板はマサチューセッツ州会議事堂のドーム型屋根で木製からの葺き替えに使われ、またアメリカ海軍のフリゲート艦USSコンスチチューションの船体を覆う板として使われた。
リビアが1780年代遅くに描いた事業計画は資金繰りに困り窮地に立たされたが、鉄や銅の鋳物、銅製品の製造者として起業家の役割を果たした。アレクサンダー・ハミルトンが打ちだした銀行と産業化の政策はリビアの描いた夢によく合致しており、熱心な連邦党支持者となって健全な経済と強力な国家の建設に係わることになった。リビアの銅と真鍮の事業は成長し、売り上げと企業買収により、国家的大企業リビア・コッパー・アンド・ブラス会社となった。
リビアは1818年5月10日に、ボストンのチャーター・ストリートにある自家で亡くなった。83歳。
ポール・リビアはアメリカ合衆国政府が発行した$5,000シリーズEE貯蓄債券に登場した。リビアが1801年に設立した銅製品会社はリビア・コッパー・プロダクツとなって存続し、工場はニューヨーク州ロームとマサチューセッツ州ニューベッドフォードにある。
リビアが始めた銀細工や版画、その他の作品は今日高く持て囃されており、ボストン美術館のような有名美術館の展示で見ることができる。リード&バートンのような現代で有名な銀細工会社は「ポール・リビア・ボールズ」を再生産して公衆への販売向けにも提供している。